# Ligne de tramway 15C
La ligne 15C est une ancienne ligne de tramway vicinal de la Société nationale des chemins de fer vicinaux (SNCV) qui reliait Soignies à Enghien et Lens entre 1898 et 1954.

## Histoire
La ligne est mise en service en traction vapeur progressivement au cours de l'année 1898 :
- le 7 avril 1898 entre la gare de Lens et Thoricourt Noir-Jambon (nouvelle section, capital 66) ainsi que le début de l'antenne d'Enghien entre le Noir-Jambon et Graty (nouvelle section, capital 66) ;
- le 25 juillet 1898, l'antenne Thoricourt Noir-Jambon - Soignies Carrières (nouvelle section, capital 66) ;
- et le 1er octobre 1898, le reste de l'antenne d'Enghien entre Graty et la station vicinale d'Enghien (nouvelles sections entre Graty et la station vicinale d'Enghien et entre Enghien Viaduc et la gare, la courte section entre la station vicinale et le viaduc est commune avec la ligne 291 Bruxelles - Enghien). L'exploitation est confiée à la société anonyme des Chemins de Fer Vicinaux Montois (CFVM).

En 1919, la SNCV reprend directement l'exploitation de la ligne.
En 1943, la section Horrues - Soignies est supprimée et fermée à tout trafic.
Le 30 décembre 1948 la ligne est intégrée au réseau de Mons-Borinage.
Le 20 mars 1950, le reste de l'antenne de Soignies entre Thoricourt Noir-Jambon et Horrues est supprimée et fermée à tout trafic.
Le 1er août 1954, la ligne est supprimée et les sections Lens Gare - Enghien Station vicinale et Enghien Viaduc - Gare sont fermées à tout trafic,.

## Infrastructure

### Dépôts et stations
Nom : (gare) : quand le dépôt ou la station est accolé ou proche d'une gare.
Type : D : dépôt , S : station , Sf : si la station sert de gare douanière à la frontière , Sp : si la station est établie dans un bâtiment privé le plus souvent un café ou plus rarement une habitation privée.
| Illustration | Nom     | Type | Commune | Localisation                | État         | Remarques |
| ------------ | ------- | ---- | ------- | --------------------------- | ------------ | --------- |
|              | Enghien | DS   | Enghien | 50° 41′ 49″ N, 4° 02′ 17″ E | Désaffectée. |           |
|              | Graty   | D    | Graty   | 50° 37′ 57″ N, 3° 59′ 40″ E | Désaffectée. |           |

## Exploitation

### Horaires
Tableaux : 405 (1931).